# Burkina Faso aux Jeux olympiques d'été de 2020
Le Burkina Faso participe aux Jeux olympiques d'été de 2020 à Tokyo au Japon du 23 juillet au 8 août 2021. Il s'agit de sa 10e participation à des Jeux d'été.
Le Comité international olympique autorise à partir de ces Jeux à ce que les délégations présentent deux porte-drapeaux, une femme et un homme, pour la cérémonie d'ouverture. Le triple-sauteur Hugues Fabrice Zango et la nageuse Angelika Sita Ouédraogo sont nommés porte-drapeaux de la délégation burkinabé. C'est durant ces jeux que le Burkina Faso va remporter sa première médaille olympique, le bronze en triple saut masculin grâce à son porte drapeau, Hugues Fabrice Zango.

## Médaillés
| Sport      | Discipline           | Athlète(s)           | Performance | Date   |
| ---------- | -------------------- | -------------------- | ----------- | ------ |
| Athlétisme | Triple saut masculin | Hugues Fabrice Zango | 17,47 m     | 5 août |

| Sport      |   |   |   | Total |
| ---------- | - | - | - | ----- |
| Athlétisme | 0 | 0 | 1 | 1     |
| Total      | 0 | 0 | 1 | 1     |

| Jour   |   |   |   | Total |
| ------ | - | - | - | ----- |
| 5 août | 0 | 0 | 1 | 1     |
| Total  | 0 | 0 | 1 | 1     |

| Sexe   |   |   |   | Total |
| ------ | - | - | - | ----- |
| Hommes | 0 | 0 | 1 | 1     |
| Total  | 0 | 0 | 1 | 1     |

## Athlètes engagés
| Sport      | Hommes | Femmes | Total |
| ---------- | ------ | ------ | ----- |
| Athlétisme | 1      | 1      | 2     |
| Cyclisme   | 1      | 0      | 1     |
| Judo       | 1      | 0      | 1     |
| Natation   | 1      | 1      | 2     |
| Taekwondo  | 1      | 0      | 1     |
| Total      | 5      | 2      | 7     |

## Résultats

### Athlétisme
| Athlète              | Épreuve     | Qualifications | Qualifications | Finale  | Finale                              |
| Athlète              | Épreuve     | Marque         | Rang           | Marque  | Rang                                |
| -------------------- | ----------- | -------------- | -------------- | ------- | ----------------------------------- |
| Hugues Fabrice Zango | Triple saut | 16,83 m        | 12e            | 17,47 m | Médaille de bronze, Jeux olympiques |

| Athlète      | Épreuve  | 100 H  | SH     | LP      | 200 m   | SL      | LJ      | 800 m   | Total   | Rang    |
| ------------ | -------- | ------ | ------ | ------- | ------- | ------- | ------- | ------- | ------- | ------- |
| Marthe Koala | Résultat | 13 s 7 | 1,74 m | 12,54 m | Abandon | Abandon | Abandon | Abandon | Abandon | Abandon |
| Marthe Koala | Points   | 1 114  | 903    | 697     | Abandon | Abandon | Abandon | Abandon | Abandon | Abandon |

### Cyclisme sur route
| Athlète      | Compétition     | Temps   | Rang    |
| ------------ | --------------- | ------- | ------- |
| Paul Daumont | Course en ligne | Abandon | Abandon |

### Judo
| Athlète      | Compétition    | 1er tour                   | 2e tour             | Quart de finale     | Demi-finale         | Repêchage 1         | Repêchage 2         | Finale              | Rang |
| Athlète      | Compétition    | Adversaire Résultat        | Adversaire Résultat | Adversaire Résultat | Adversaire Résultat | Adversaire Résultat | Adversaire Résultat | Adversaire Résultat | Rang |
| ------------ | -------------- | -------------------------- | ------------------- | ------------------- | ------------------- | ------------------- | ------------------- | ------------------- | ---- |
| Lucas Diallo | Moins de 73 kg | Cédric Bessi Défaite 00-10 | Éliminé             | Éliminé             | Éliminé             | Éliminé             | Éliminé             | Éliminé             | 17e  |

### Natation
| Athlète                 | Épreuve                | Séries  | Séries | Demi-finales | Demi-finales | Finale   | Finale   |
| Athlète                 | Épreuve                | Temps   | Rang   | Temps        | Rang         | Temps    | Rang     |
| ----------------------- | ---------------------- | ------- | ------ | ------------ | ------------ | -------- | -------- |
| Adama Ouédraogo         | 50 m nage libre hommes | 25 s 22 | 54e    | Éliminé      | Éliminé      | Éliminé  | Éliminé  |
| Angelika Sita Ouédraogo | 50 m nage libre femmes | 28 s 38 | 58e    | Éliminée     | Éliminée     | Éliminée | Éliminée |

### Taekwondo
| Athlète         | Compétition   | Huitièmes de finale    | Quarts de finale    | Demi-finales        | Repêchage 1          | Repêchage 2         | Finale              | Rang    |
| Athlète         | Compétition   | Adversaire Résultat    | Adversaire Résultat | Adversaire Résultat | Adversaire Résultat  | Adversaire Résultat | Adversaire Résultat | Rang    |
| --------------- | ------------- | ---------------------- | ------------------- | ------------------- | -------------------- | ------------------- | ------------------- | ------- |
| Faysal Sawadogo | -80 kg hommes | Khramtsov Défaite 6-13 | Éliminé             | Éliminé             | Kanaet Défaite 10-30 | Éliminé             | Éliminé             | Éliminé |